# Distomo
Distomo (in greco Δίστομο?) è un ex comune della Grecia nella periferia della Grecia Centrale (unità periferica della Beozia) con 4 368 abitanti secondo i dati del censimento 2001.
È stato soppresso a seguito della riforma amministrativa, detta Programma Callicrate, in vigore dal gennaio 2011 ed è ora compreso nel comune di Distomo-Arachova-Antikyra.
Ai piedi del Parnaso, il luogo è conosciuto per il massacro del 10 giugno 1944, quando oltre 218 abitanti del paese furono trucidati dai nazisti in rappresaglia a un agguato partigiano teso al nemico nella vicina Steíri.
Nel 2000 avvenne una visita inattesa degli ufficiali giudiziari greci al Goethe Institut, l'istituto di cultura tedesco, ad Atene. Gli ufficiali, esaminato e valutato il terreno, l'immobile con tutto il contenuto, annunciarono il pignoramento dell'edificio. Il ricavato del sequestro sarebbe servito a risarcire i parenti dei civili massacrati dai nazisti nel villaggio greco.
Fra l'altro, il massimo tribunale greco confermò la sentenza di Livadia del 1997 che condannava la Germania a pagare 56 milioni di marchi ai parenti delle vittime di Distomo. Il cancelliere Gerhard Schröder protestò con Kostas Simitis, il quale promise di risolvere la complicata situazione. Nel 2015 il governo Tsipras approvò la creazione di un Comitato per domandare a Berlino il risarcimento per l'eccidio di Distomo.

## Località
Il comune è suddiviso nelle seguenti comunità (i nomi dei villaggi tra parentesi):
- Distomo (Distomo, Agios Nikolaos, Paralia Distomou)
- Steiri (Steiri, Hosios Loukas)